# Le ciel 〜空白の彼方へ〜
「Le ciel 〜空白の彼方へ〜」（ル・シエル　くうはくのかなたへ）は、MALICE MIZERのメジャー5枚目のシングル。1998年9月30日にコロムビアミュージックエンタテインメントから発売された。

## 解説
- 大ヒットを記録したアルバム『merveilles』からのリカットシングル第2弾。
- 2曲入り、8cmCD。初回限定版は特製パッケージ仕様。

## 背景
- Gacktが始めてバンドのために書き下ろした楽曲である[1]。
- 売り上げは前作よりも数百枚下だった。リカットシングルながら、MALICE MIZER史上最高の初動売り上げと自身最高順位を更新。
- 本作がメディアでGacktが単独且つ重点的に取り上げられる切っ掛けとなり、他のメンバーと溝ができる一因にもなった。Gacktは「本作は作るべきではなかった」と話している[1]。

## 音楽性
- Gacktは「アルバムの構想が見え始めた頃に降りるように出来た曲」と振り返っている[2]。
- アルバム収録のバージョンから大幅な新規アレンジが加えられ、ループのリズム・弦楽器・木管・ピアノ等多種多様な楽器が使用されている。アレンジのテーマは「アルバムの時点での完成されたばかりの世界観からより広がりが感じられるように」意識した[2]。
- 白を基調としたジャケット、衣装でデザインが統一されている。

## ミュージック・ビデオ
最初の段階ではManaが「炎天下にメンバー5人が佇んでいる」というシチュエーションをイメージしていたが、メンバーの中に汗をかきやすい体質を持っていることを知り、「白塗りで汗だくになったら修正が効かない」という理由から、急遽スタジオ撮影に変更になった。

## 収録曲
1. Le ciel 〜空白の彼方へ〜 [4:57]
作詞・作曲：Gackt.C、編曲：MALICE MIZER・島田陽平
2. Le ciel 〜空白の彼方へ〜（instrumental） [4:48]

## 収録アルバム
| アルバム                                  | 発売日                   | 備考                          |
| Le ciel 〜空白の彼方へ〜                  | Le ciel 〜空白の彼方へ〜 | Le ciel 〜空白の彼方へ〜      |
| ----------------------------------------- | ------------------------ | ----------------------------- |
| 『La Collection des Singles』             | 2004年9月29日            | 1stベストアルバム             |
| Le ciel                                   |                          |                               |
| 『merveilles』                            | 1998年3月18日            | メジャー1stオリジナルアルバム |
| 『La Meilleur Selection de MALICE MIZER』 | 2006年10月18日           | 2ndベストアルバム             |